# Rikit Bur II
Rikit Bur II is een bestuurslaag in het regentschap Aceh Tenggara van de provincie Atjeh, Indonesië. Rikit Bur II telt 852 inwoners (volkstelling 2010).